# Paratrigonidium
Paratrigonidium is een geslacht van rechtvleugeligen uit de familie krekels (Gryllidae). De wetenschappelijke naam van dit geslacht is voor het eerst geldig gepubliceerd in 1893 door Karl Brunner-von Wattenwyl.

## Soorten
Het geslacht Paratrigonidium omvat de volgende soorten:
- Paratrigonidium castaneum Brunner von Wattenwyl, 1893
- Paratrigonidium chichila Ingrisch, 2001
- Paratrigonidium chopardianum Ebner, 1943
- Paratrigonidium coloratum Caudell, 1927
- Paratrigonidium darevskii Gorochov, 1987
- Paratrigonidium fasciatum Brunner von Wattenwyl, 1893
- Paratrigonidium javanicum Caudell, 1927
- Paratrigonidium majusculum Karny, 1915
- Paratrigonidium nitidum Brunner von Wattenwyl, 1893
- Paratrigonidium striatum Shiraki, 1911
- Paratrigonidium topali Gorochov, 1987
- Paratrigonidium transversum Shiraki, 1930
- Paratrigonidium unifasciatum Chopard, 1928
- Paratrigonidium vittatum Brunner von Wattenwyl, 1893